# 阿尔戈陨击坑
阿尔戈陨击坑(Argo)是火星珍珠湾区坚忍撞击坑南面的一座小陨坑，中心坐标位于南纬1.9度、东经354.5度处，距离机遇号抛弃的隔热罩约300米（980英尺）左右，其名称被美国宇航局非形式地称号为阿尔戈。

## 另请查看
- 火星撞击坑